# Maggie Gobran
Maggie Gobran, eller Mama Maggie, född 1949 i Kairo, Egypten är en koptisk-ortodox kristen professor i datavetenskap som grundat Stephen´s Children i Kairo. Det är en organisation som arbetar för att förhindra fattigdom i Egypten, både i stadens slum och i fattiga byar på landet. Fokus ligger på att stötta barn med mat, kläder och utbildning. 
Mama Maggie har flera gånger förekommit i diskussionerna kring Nobels fredspris, bland annat 2012. Sin akademiska karriär lade hon åt sidan 1989 för att helt ägna sig åt Stephen´s Children och en del kallar henne för Egyptens Moder Teresa. 
År 2019 fick Mama Maggie motta priset International Women of Courage Award.